# Jean-François Hubert
Pour les articles homonymes, voir Hubert.
Jean-François Hubert, né le 23 février 1739 et décédé le 17 octobre 1797 à Québec, est un ecclésiastique de la Province de Québec puis du Bas-Canada. Il est évêque de Québec  de 1788 à 1797.

## Biographie
Né à Québec le 23 février 1739, et ordonné prêtre en cette ville le 20 juillet 1766, il devient le premier supérieur canadien du Séminaire de Québec en 1774. Il est élu coadjuteur de Louis-Philippe Mariauchau d'Esgly le 30 novembre 1784. Nommé évêque d'Almyre (de) in partibus, et coadjuteur de Québec, par une bulle de Pie VI datée du 14 juin 1785, il est sacré sous ce titre par Jean-Olivier Briand, ancien évêque de Québec, le 20 novembre 1786.
D'Esgly étant mort le 4 juin 1788, il lui succède, et prend possession de son siège le 12 juin 1788. Il se démet le 1er septembre 1797, meurt à l'Hôpital général de Québec le 17 octobre suivant à l'âge de 58 ans et 8 mois, et est inhumé dans le chœur de la cathédrale, auprès de Jean-Olivier Briand.

## Hommages
La rue Hubert a été nommée en son honneur, en 1969, dans la ville de Québec.